# Leif Högberg
Leif Göran Högberg, född 4 oktober 1946 i Helsingborg, död 17 januari 2024, var en svensk författare och förläggare. Han författade bland annat artiklar i tidningen Fort & Bunker, vilket även fanns som ett förlag.

## Biografi
Högberg startade 1998 förlaget Fort & Bunker och 1999 tidningen Fort & Bunker. Tidningen Fort & Bunker kom ut med fyra nummer per år. Tidningen och förlaget upphörde 2023, där förlagets rättigheter såldes till Svenskt militärhistoriskt bibliotek. Högberg står bakom flera böcker, som till exempel Skåne-linjen (2000), Spår av ett försvar (2010) och Muskö: en örlogsbas i berget 2011.